# Tornes
Tornes är en tätort i Hustadvika kommun i Møre og Romsdal fylke i Norge. Orten ligger där fylkesväg 664 möter fylkesväg 6056 och fylkesväg 6057, väster om kommunens centralort Elnesvågen.